# Copestylum vitifacium
Copestylum vitifacium är en tvåvingeart som först beskrevs av Hull 1943.  Copestylum vitifacium ingår i släktet Copestylum och familjen blomflugor. Inga underarter finns listade i Catalogue of Life.